# Gus Deloof
Auguste „Gus“ Deloof (* 26. September 1909 in Schaerbeek; † 1974 in Brüssel) war ein belgischer Jazztrompeter, Komponist, Arrangeur, Sänger und Bandleader der Swingära.

## Leben
Deloof spielte ab Ende der 1920er Jahre u. a. mit Jean Robert, Jean Warland und Fud Candrix. In Berlin wirkte er 1930 bei Aufnahmen von Bernard Etté für Kristall mit („Mein Mund beißt jede hübsche Frau ins Bein“). Er leitete ab den frühen 1930er Jahren eigene Formationen, mit denen auch ab 1931 Aufnahmen entstanden. Mit seiner Band Gus Deloof & His Racketeers nahm er 1931 für Pathé auf (I’ve Been So Blue/March of the Hoodlum, u. a. mit Jean Omer); 1940/41 die Titel Whispering, Swingin’ at the Jamboree, Crazy Rhythm und Ain’t She Queer, 1944 den Ellington-Klassiker Take the “A” Train und im April 1945 I’ll Remember April. Deloof wirkte 1937/38 auch bei Aufnahmen des Quintette du Hot Club de France um Django Reinhardt (Boléro/Mabel sowie Honeysuckle Rose) sowie bei Ray Ventura und Philippe Brun (Bouncin’ Around) mit und leitete um 1942 ein Sextett mit Gus Viseur (u. a. mit Joseph Reinhardt, Roger Chaput).
In der Nachkriegszeit entstanden mit Deloofs Orchestre du Victory Club Aufnahmen für das Label Victory (Liberation Blues, The Cossack Patrol). In der Rolle des komischen Sängers wirkte er auch in einigen Filmen mit, wie Paul Misrakis Tous va trés bien Madame la Marquise und Feux de joie. Zu Deloffs Kompositionen zählen Harlem Swing, Easy Goin’, Sweepin’ the Floor (En balayant la parquet), die wegen des eingängigen Stils vor allem bei Amateurmusikern populär waren. Im Bereich des Jazz war er zwischen 1930 und 1973 an 46 Aufnahmesessions beteiligt.